# جمعية كشافة غيانا
جمعية كشافة غيانا كانت جمعية كشافة غيانا فرع من جمعية الكشافة في المملكة المتحدة في عام 1909، وانضمت إلى المنظمة العالمية للحركة الكشفية في عام 1967. وفي عام 2008 بلغ عدد أعضاؤها 424 عضو .